# ポーランドの国旗
ポーランドの国旗（ポーランドのこっき）は、白と赤の横二色旗。
中世期の年代記によると建国者レヒが、夕日を背景に飛ぶ白鷲を見て旗にしたとされる。しかし、19世紀の独立運動の中では、白は共和国の尊厳を、赤は自由を表すものと意味が変わり、現在に至っている。1980年までに濃く明るい赤色に改訂された。
官公庁は勿論のこと、公立学校でも常時掲げられている。国内では上部中央に鷲の紋章（商船旗、ポーランドの国章）を入れたものを掲げる事が多い。
旗を上下を逆にするとインドネシアの国旗とモナコの国旗になるが、縦横比は異なる。

縦横比2:3
?白地の中央部分に国章を入れた国旗。 商船旗、非公式なものであるが、国内で掲揚されることが多い。
?現代の軍艦旗(1990年以降)
現在の海軍航空隊の旗

## 歴史的な旗

?ポーランド王国の旗の一つ （1386年～1434年）
?ポーランド・リトアニア共和国の旗（1587年～1632年）
?ワルシャワ公国の旗（1807年～1813年）
?ポーランド立憲王国の旗（1815年～1830年）
?ポーランド立憲王国の旗（1830年～1867年）
?ポーランド立憲王国の旗の一つ
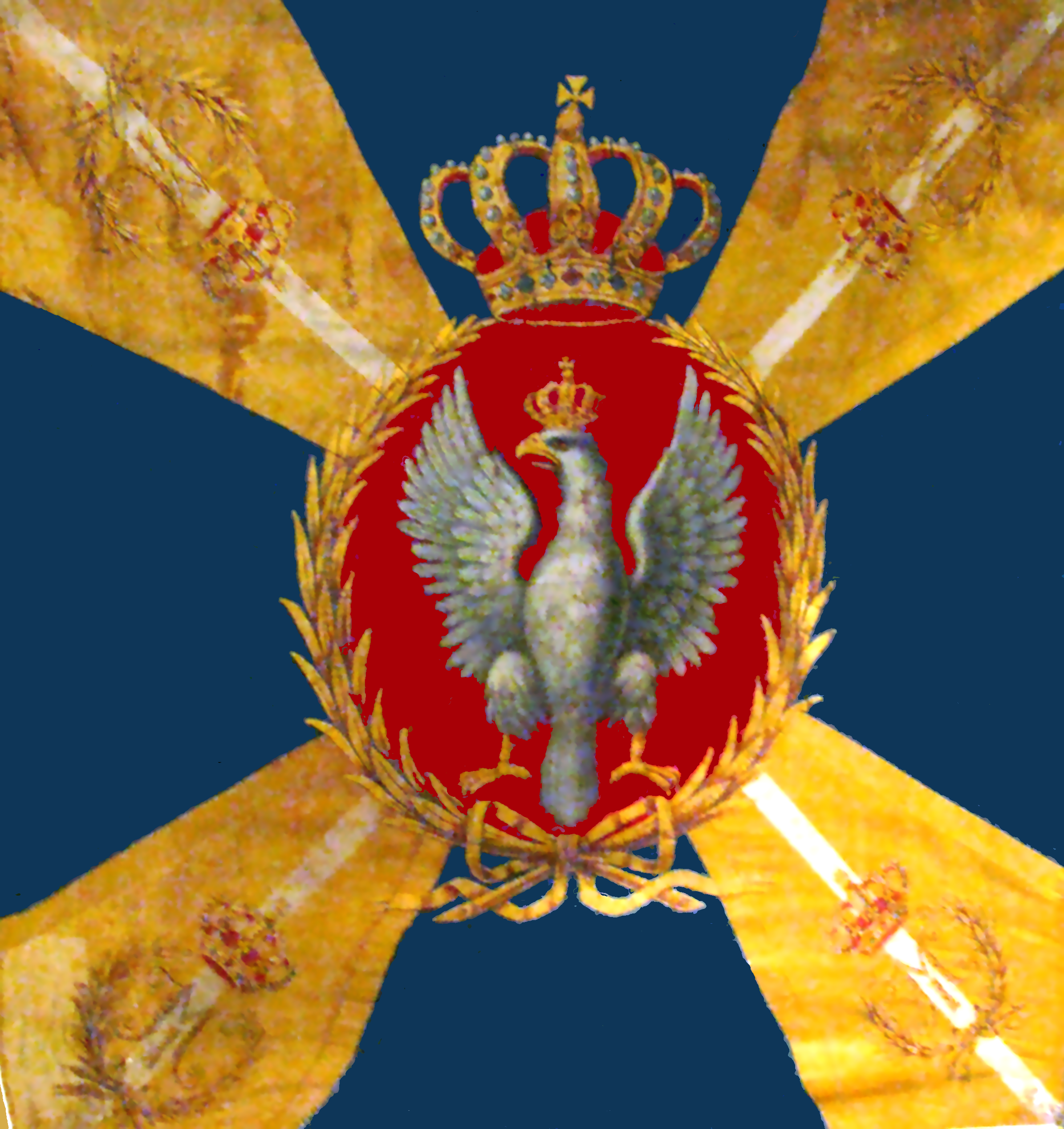
?ポーランド立憲王国の旗の一つ
?一月蜂起中に使用された旗の一つ
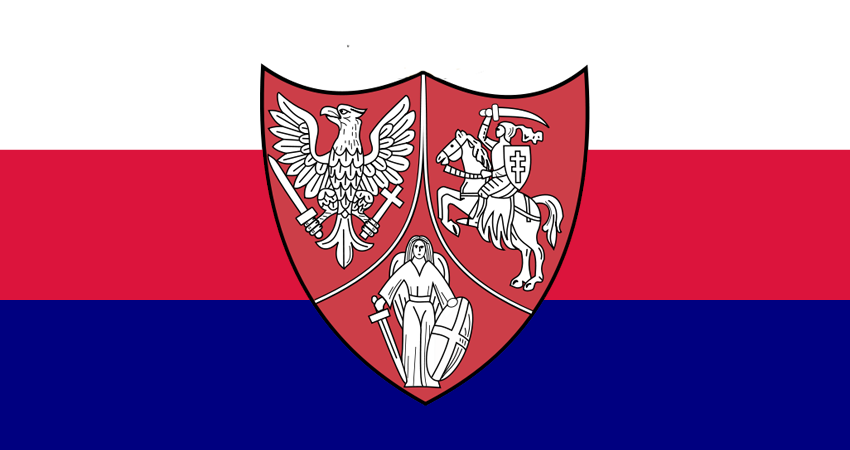
?一月蜂起中に使用された旗の一つ
?独立時の国旗、現在のものより赤が少し薄い（1919年～1928年）
?独立時の国旗、縦横比2:3（1919年～1928年）
?独立時の商船旗（1919年～1928年）
?以前の旧国旗、朱を用いている（1928年～1980年）
?1928年から1980年までの国旗、縦横比2:3
?共産主義政権時代の国旗（1980年～1990年）
?共産主義政権時代の国旗、縦横比2:3（1980年～1990年）
??共産主義政権時代の商船旗（1955年～1980年）
??共産主義政権時代の商船旗（1980年～1990年）

### 軍旗や軍艦旗

?ポーランド・リトアニア共和国の軍艦用国籍旗（1627年傾）
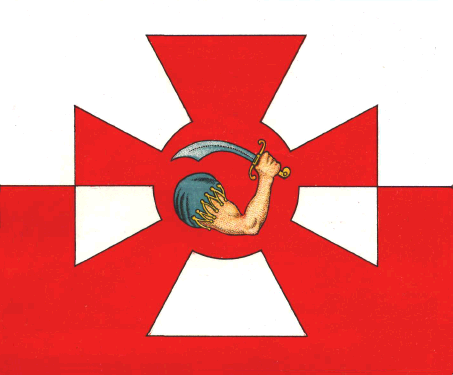
?1927年の軍艦用国籍旗
?1946年から1955年までの軍艦用国籍旗
?1961年から1980年までの軍艦用国籍旗
?ポーランド国内軍の軍旗
?独立時の軍艦旗（1919年～1928年）
??共産主義政権時代の軍艦旗（1980年～1990年）

### 航空部隊の旗

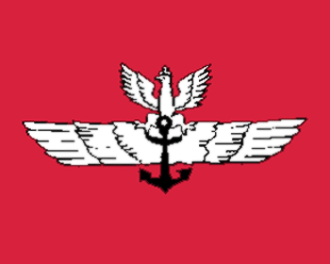
?海軍航空隊の旗（1920年～1928年）
?1928年から1938年までの陸軍航空隊の旗
?1938年から1955までの海軍航空隊の旗
?共産主義政権時代の陸軍航空隊の旗（1955年～1980年）
?共産主義政権時代の海軍航空隊の旗（1955年～1980年）

### その他

マウォポルスカ県の旗
?ドルヌィ・シロンスク県の旗（2001年～2008年）

オーストリア　オーバーエスターライヒ州